# Голубинский, Евгений Евсигнеевич
Евге́ний Евсигне́евич Голуби́нский (28 февраля [12 марта] 1834, Костромская губерния — 7 [20] января 1912, Сергиевский посад) — историк Русской Церкви и церковной архитектуры. Ординарный академик Императорской академии наук по отделению русского языка и словесности (1903). Автор ряда фундаментальных исследований по истории Русской Церкви. Считается сторонником позитивизма.

## Биография
Родился в селе Матвеево Кологривского уезда Костромской губернии (ныне Парфеньевский район Костромской области) в семье священника Евсигнея Фёдоровича Пескова. Фамилию «Голубинский» получил от отца при определении в училище в честь знаменитого земляка Ф. А. Голубинского, а, возможно, и его брата Евгения, который был товарищем отца по учёбе. Детство Голубинского было омрачено ранней смертью матери и недостаточным вниманием со стороны отца.
В 1843—1848 годах обучался в Солигаличском уездном духовном училище, отличался жестокими нравами. Затем — в Костромской духовной семинарии, которую окончил в 1854 году и как лучший ученик был зачислен на казённый счёт в Московскую духовную академию. Церковную историю в академии преподавал профессор А. В. Горский, ставший земляком и наставником Голубинского. По его предложению Голубинский написал сочинение «Об образе действования православных греко-римских государей в IV, V и VI вв. в пользу Церкви против еретиков и раскольников». Эта работа, представленная Горским митрополиту Филарету, была отредактирована в духе «полицейского красноречия». После окончания академии в 1858 году за это сочинение он получил 10 февраля 1859 года степень магистра богословия. С 1858 года преподавал в Вифанской духовной семинарии риторику, позднее также историю раскола; исполнял также обязанности библиотекаря семинарии.
С 12 января 1861 года преподавал в Московской духовной академии на кафедре истории русской церкви: сначала как бакалавр преподавал церковную словесность и археологию, а также немецкий язык (1861—1870); с 1870 года — экстраординарный профессор; с 1881 года — ординарный профессор Московской духовной академии; с 1886 года — заслуженный профессор. В июле 1895 года вышел в отставку.
В 1867 году он завершил исследование «Константин и Мефодий, апостолы славянские», за которое в 1869 году был удостоен полной Уваровской премии. Этот труд не был опубликован при жизни автора по цензурным соображениям.
В совершенстве овладев греческим языком, отправился в июне 1872 года в полуторагодичную поездку на греческий восток и в Европу (Греция, славянские земли, Иерусалим, Италия) для изучения памятников христианского искусства и знакомства с современной церковной жизнью.
В своём подходе к историческому материалу киевского (домонгольского) периода применил критический историко-сравнительный метод, ранее не использовавшийся применительно к данной теме, сопоставляя имеющиеся свидетельства с византийской церковно-канонической практикой. Он подверг критике устоявшиеся представления о ранней истории Руси, в частности, летописное предание о путешествии апостола Андрея, летописную повесть о крещении Владимира, подлинность княжеских уставов. Прославился своим смелым обращением с легендарными фигурами истории и русской святости.
Некоторые работы при жизни не были опубликованы по цензурным соображениям. Пользовался поддержкой Александра Горского, митрополита Макария (Булгакова) и обер-прокурора Дмитрия Толстого.
За «Историю Русской церкви» (1880—1881) Голубинский был удостоен второй полной Уваровской премии, но второй том её вышел лишь через 19 лет из-за противодействия Константина Победоносцева, который в аналитическом рассмотрении Голубинским летописной повести о крещении Святого Владимира усмотрел принижение «равноапостольного» статуса великого князя. Голубинский считал, что единым богом славян был Сварог: «Среди множества своих богов они признавали единого Бога вселенной. Этот единый Бог… назывался у славян именами сохранившимися, подобно, как и известные имена почти всех других богов, от древнего первоязыка индоевропейских народов — Сварог», но отрицал существование у восточных славян жреческого сословия.
В 1893 году за сочинение «Преподобный Сергий Радонежский и созданная им Троицкая лавра» получил премию митрополита Макария.
В 1903 году он был избран ординарным академиком Академии наук. В 1906 году окончательно потерял зрение. В 1906—1907 годах был членом Предсоборного присутствия.
Наряду с Серафимом Чичаговым сыграл важную роль в канонизации преподобного Серафима Саровского, когда, в частности, была использована книга Голубинского «История канонизации святых в русской церкви».